# 市村貞造

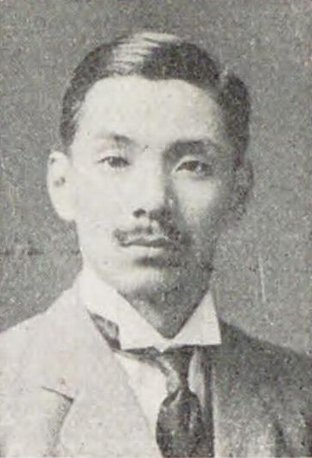
市村貞造

市村 貞造（いちむら ていぞう、1886年（明治19年）7月16日 - 1925年（大正14年）12月26日）は、日本の衆議院議員（立憲政友会→政友本党）。ジャーナリスト。号は紫堂。

## 経歴
茨城県新治郡柿岡町（現在の石岡市）出身。1911年（明治44年）、早稲田大学政治経済科を卒業した。卒業後は郷里に帰り、柿岡郵便局長を務めた。その後『常総新聞』主筆となり、茨城県会議員にも選出された。
1920年（大正9年）、第14回衆議院議員総選挙に出馬し、当選を果たした。